# Coccomycetella richardsonii
Coccomycetella richardsonii är en lavart som först beskrevs av William Allport Leighton och som fick sitt nu gällande namn av Martha Allen Sherwood. 
Coccomycetella richardsonii ingår i släktet Coccomycetella och familjen Odontotremataceae. Arten är reproducerande i Sverige.